# ووت بويلس
ووت بويلس (بالهولندية: Wout Poels)‏ (و. 1987  م) هو راكب دراجة هوائية، من مملكة هولندا، ولد في فينراي، شارك في طواف إسبانيا، وطواف إسبانيا 2014، وطواف إسبانيا 2013، وطواف إيطاليا 2014، وسباق طواف فرنسا 2016، وسباق طواف فرنسا 2011، وسباق طواف فرنسا 2013، وسباق طواف فرنسا 2012، وطواف فرنسا، وركوب الدراجات في الألعاب الأولمبية الصيفية 2016.

## سباقات أو مراحل فاز بها
| التاريخ        | السباق                 | المركز                                                                  |
| -------------- | ---------------------- | ----------------------------------------------------------------------- |
| 20 يونيو 2010  | طواف سويسرا 2010       | الثاني في تصنيف الجبال                                                  |
| 14 أغسطس 2010  | طواف أين 2010          | الثاني في التصنيف العام، الثاني في تصنيف الجبال، السادس في تصنيف النقاط |
| 13 فبراير 2011 | 2011 تور ميديترانين    |                                                                         |
| 06 مارس 2011   | فولتا مورسيا 2011      |                                                                         |
| 15 مارس 2011   | تيرينو ادرياتيكو 2011  | الثالث في تصنيف أفضل شاب، السابع في تصنيف النقاط                        |
| 06 أغسطس 2011  | طواف بولندا 2011       | الرابع في التصنيف العام                                                 |
| 13 أغسطس 2011  | طواف أين 2011          | الأول في تصنيف النقاط، الثاني في التصنيف العام                          |
| 11 سبتمبر 2011 | طواف إسبانيا 2011      | المرتبة 17 في التصنيف العام، الثامن في تصنيف النقاط                     |
| 04 مارس 2012   | فولتا مورسيا 2012      |                                                                         |
| 14 مارس 2012   | تيرينو ادرياتيكو 2012  | الأول في تصنيف أفضل شاب، الثامن في التصنيف العام                        |
| 07 أبريل 2012  | طواف إقليم الباسك 2012 | المرتبة 17 في التصنيف العام                                             |
| 03 يونيو 2012  | طواف لوكسمبورغ 2012    |                                                                         |
| 07 فبراير 2016 | فولتا فالنسيا 2016     | الفائز حسب تصنيف المجموعة                                               |
| 24 أبريل 2016  | لييج-باستون-لييج 2016  | الأول في التصنيف العام                                                  |
| 01 يناير 2018  | طواف أندلوسيا 2018     | الأول في تصنيف النقاط، الثاني في التصنيف العام، الثامن في تصنيف الجبال  |
| 01 يناير 2022  | طواف أندلوسيا 2022     | الأول في التصنيف العام، الثاني في تصنيف النقاط                          |

## روابط خارجية
- ووت بويلس على موقع الاتحاد الدولي للدراجات (الإنجليزية)
- ووت بويلس على موقع أرشيف الدراجات (الإنجليزية)
- ووت بويلس على موقع إحصائيات الدراجات الإحترافية (الإنجليزية)
- ووت بويلس على موقع نسبة الدراجات (الإنجليزية)
- ووت بويلس على موقع CycleBase (الإنجليزية)
- ووت بويلس على موقع اللجنة الأولمبية الدولية (الإنجليزية)
- ووت بويلس على موقع أوليمبيديا (الإنجليزية)
- ووت بويلس على موقع تيم أن.أل (الهولندية)